# Махдуфи, Хишам
Хишам Махдуфи (араб. هشام محذوفي‎; 5 августа 1983, Хурибга, Марокко) — марокканский футболист, полузащитник. Выступал за национальную сборную Марокко.

## Биография

### Клубная карьера
Начинал играть в футбол преимущественно в школьных командах, в 14 лет прошёл отбор в футбольную школу «Хурибги». Прошёл все юношеские команды, в 19 лет его заметил главный тренер. После чего играл в высшей лиге Марокко. В сезоне 2006/07 «Хурибга» выиграла чемпионат Марокко, а Махдуфи признали лучшим игроком чемпионата. Летом 2007 года перешёл в киевское «Динамо», на правах аренды и с правом выкупа футболиста. В августе 2007 года он был отдан в субаренду в харьковский «Металлист». В чемпионате Украины дебютировал 2 сентября 2007 года в матче «Металлист» — «Черноморец» (2:0). Первый гол за «Металлист» забил в Кубке УЕФА 4 октября 2007 года английскому «Эвертону».
В январе 2008 года вернулся в свой клуб «Олимпик». Немного позже появилась информация что Махдуфи может перейти в испанский «Эспаньол». В марте 2008 года он был снова арендован «Металлистом», до конца сезона и с правом выкупа. Но за «Металлист» больше не сыграл.

### Карьера в сборной
В сборной Марокко играет с 2006 года. В 2008 году он был вызван Анри Мишелем на кубок африканских наций, который проходил в Гане.

## Личная жизнь
У Хишама большая семья, у его родителей четверо сыновей и три дочери. Мать — домохозяйка. Отец работал на химическом заводе в Хуригбе, сейчас отец на пенсии. Старший из братьев раньше занимался каратэ и имел чёрный пояс, теперь он работает в полиции.